# Kermit Maynard
Kermit Maynard (20 de septiembre de 1897 – 16 de enero de 1971) fue un actor y especialista cinematográfico estadounidense. 

## Resumen biográfico
Nacido en Vevay, Indiana, era hermano menor del también actor y especialista Ken Maynard.
Entre los años 1927 y 1962 participó en 280 filmes. 
Kermit Maynard falleció en 1971 en North Hollywood, Los Ángeles, California, a causa de un infarto agudo de miocardio. Está enterrado en el Cementerio Valhalla Memorial Park. 

## Filmografía seleccionada
| Cine       | Cine                                   | Cine                                     | Cine                                |
| Año        | Film                                   | Papel                                    | Observaciones                       |
| ---------- | -------------------------------------- | ---------------------------------------- | ----------------------------------- |
| 1930       | The Lone Defender                      | Reverendo Purdy                          | Sin acreditar                       |
| 1931       | The Phantom of the West                | Peter Drake                              |                                     |
| 1939       | The Night Riders                       | Sheriff Chuck Pratt                      |                                     |
| 1941       | Billy the Kid                          | Thad Decker                              |                                     |
| 1942       | Perils of the Royal Mounted            | Agente Collins                           |                                     |
| 1943       | Beyond the Last Frontier               | Guardaespaldas Clyde Barton              |                                     |
| 1943       | Western Cyclone                        | Secuaz Cosquilloso Hank                  |                                     |
| 1946       | Chick Carter, Detective                | Williams, detective                      | Capítulo 11 Sin acreditar           |
| 1949       | The Beautiful Blonde from Bashful Bend | Espectador de partida de póquer          | Sin acreditar                       |
| 1951       | Fort Dodge Stampede                    | Explorador de vagón de tren              |                                     |
| 1952       | Rancho Notorious                       | Ayudante del sheriff en Gunsight         | Sin acreditar                       |
| 1953       | The Charge at Feather River            | Soldado Zebulon Poinsett                 | Sin acreditar                       |
| 1954       | Gunfighters of the Northwest           | Mountie August                           | Capítulos 5-8, 14, 15 Sin acreditar |
| 1955       | Wichita                                | Hombre en la cantina                     | Sin acreditar                       |
| 1956       | Blazing the Overland Trail             | Al                                       |                                     |
| 1959       | Good Day for a Hanging                 | Ciudadano                                | Sin acreditar                       |
| 1960       | Toby Tyler                             | Pequeño papel                            | Sin acreditar                       |
| 1961       | Pocketful of Miracles                  | Editor de periódico                      | Sin acreditar                       |
| 1962       | Birdman of Alcatraz                    | Capitán de la guardia de Alcatraz        | Sin acreditar                       |
| Televisión |                                        |                                          |                                     |
| Año        | Título                                 | Papel                                    | Observaciones                       |
| 1950       | El llanero solitario                   | Sheriff Gilbert Ayudante del Sheriff Sam | 2 episodios                         |
| 1953       | Death Valley Days                      | Comensal en casa de huéspedes            | 1 episodio                          |
| 1956       | The Adventures of Rin Tin Tin          | Personaje de un show                     | 1 episodio                          |
| 1957       | Tales of the Texas Rangers             | Guardaespaldas                           | 1 episodio                          |
| 1958       | The Texan                              | Borracho                                 | 1 episodio                          |
| 1958       | Sugarfoot                              | Ciudadano                                | 2 episodios                         |
| 1958       | The Californians                       | Jinete                                   | 1 episodio                          |
| 1959       | The Life and Legend of Wyatt Earp      | Forajido                                 | 1 episodio                          |
| 1959       | Hotel de Paree                         | Hombre en la cantina                     | 1 episodio                          |
| 1960       | Riverboat                              | Soldado                                  | 1 episodio                          |
| 1961       | Outlaws                                | Jurado                                   | 1 episodio                          |
| 1962       | Tales of Wells Fargo                   | Ciudadano Borracho                       | 2 episodios, sin acreditar          |
| 1962       | Gunsmoke                               | Prisionero                               | 1 episodio                          |